# HD 3
Désignations
HD 3 est une étoile blanche de la constellation d'Andromède. Elle a une magnitude apparente de 6,71. Avec cette magnitude, elle peut encore être visible à l'œil nu dans de bonnes conditions d'observation idéales. C'est aussi la première étoile du Bright Star Catalogue. Sur la base d'un décalage de parallaxe annuel de 6,31 ± 0,08 mas, elle est située à une distance d'environ 517 années-lumière de la Terre. Elle se rapproche avec une vitesse radiale héliocentrique de −18 km/s, et elle devrait continuer de se rapprocher jusqu'à une distance minimale d'environ ∼ 351 a.l. (∼ 108 pc) dans 2,9 millions d'années.

## Propriétés
Le type spectral de HD 3 est A1 Vn, ce qui indique qu'il s'agit d'une étoile blanche de la séquence principale avec des raies « nébuleuses » dues à une rotation rapide. Il s'agit d'une étoile candidate pour appartenir à la classe des étoiles de type Lambda Bootis, classée comme chimiquement particulière par Abt et Morrell (1995). Murphy et al. (2015) indiquent que la probabilité d'appartenance à cette classe est incertaine. HD 3 a 2,36 M☉ et environ 1,9 R☉. Elle rayonne avec environ 43,5 L☉ et sa température effective est d'environ 9 057 K.

## Compagnons
HD 3 a deux compagnons visuels. La composante B est une étoile de magnitude 13,70, située à une séparation angulaire de 16″  et à un angle de position (PA) de 107°, en 2016. La troisième étoile, la composante C, est de magnitude 10,58 et se trouve à une séparation de 21″ et selon un PA de 235°, également en 2016. Ces deux compagnons apparaissent être purement optiques.